# Aire urbaine de Langeac
L'aire urbaine de Langeac est une aire urbaine française située dans le département de la Haute-Loire et la région Auvergne-Rhône-Alpes.

## Données générales
En 2010, selon l'Insee, l'aire urbaine de Langeac est composée de deux communes, situées dans le département de la Haute-Loire. Son zonage est identique à celui de l'unité urbaine de Langeac.
Au 1er janvier 2017, elle compte une population de 4 103 habitants.

## Composition
L'aire urbaine de Langeac est composée des deux communes suivantes :
| Nom        | Code Insee | Statut | Superficie (km2) | Population (dernière pop. légale) | Densité (hab./km2) |
| ---------- | ---------- | ------ | ---------------- | --------------------------------- | ------------------ |
| Chanteuges | 43056      |        | 16,33            | 408 (2022)                        | 25                 |
| Langeac    | 43112      |        | 33,94            | 3 433 (2022)                      | 101                |

## Évolution démographique
L'évolution démographique ci-dessous concerne l'aire urbaine selon le périmètre défini en 2010.
| 1968  | 1975  | 1982  | 1990  | 1999  | 2007  | 2012  | 2017  |
| ----- | ----- | ----- | ----- | ----- | ----- | ----- | ----- |
| 5 388 | 5 211 | 4 957 | 4 571 | 4 473 | 4 355 | 4 353 | 4 103 |

## Pour approfondir